# Futebol nos Jogos da Francofonia de 2009
As competições do futebol nos Jogos da Francofonia de 2009 ocorreram entre 26 de setembro e 6 de outubro. Apenas o torneio masculino sub-20 foi disputado.

## Medalhistas
| Evento    | Ouro      | Prata               | Bronze       |
| Masculino | CGO Congo | CIV Costa do Marfim | MAR Marrocos |

## Resultados

### Primeira fase
| Grupo A | Grupo A            | Grupo A | Grupo A | Grupo A | Grupo A | Grupo A | Grupo A |
| Pos.    | Equipe             | Pts     | J       | V       | GP      | GC      | SG      |
| ------- | ------------------ | ------- | ------- | ------- | ------- | ------- | ------- |
| 1       | C. do Marfim       | 4       | 2       | 1       | 5       | 2       | 3       |
| 2       | República do Congo | 4       | 2       | 1       | 4       | 3       | 1       |
| 3       | Líbano             | 0       | 2       | 0       | 1       | 5       | -4      |

| Dia   | Jogo               | Jogo | Jogo         |
| ----- | ------------------ | ---- | ------------ |
| 26/09 | Líbano             | 1-2  | Congo        |
| 28/09 | C. do Marfim       | 3-0  | Líbano       |
| 30/09 | República do Congo | 2-2  | C. do Marfim |

| Grupo B | Grupo B  | Grupo B | Grupo B | Grupo B | Grupo B | Grupo B | Grupo B |
| Pos.    | Equipe   | Pts     | J       | V       | GP      | GC      | SG      |
| ------- | -------- | ------- | ------- | ------- | ------- | ------- | ------- |
| 1       | Canadá   | 3       | 1       | 1       | 4       | 3       | 1       |
| 2       | Camarões | 3       | 1       | 1       | 3       | 3       | 0       |
| 3       | Ruanda   | 3       | 1       | 1       | 4       | 5       | -1      |

| Dia   | Jogo     | Jogo | Jogo     |
| ----- | -------- | ---- | -------- |
| 26/09 | Canadá   | 2-3  | Ruanda   |
| 28/09 | Ruanda   | 1-3  | Camarões |
| 30/09 | Camarões | 0-2  | Canadá   |

| Grupo C | Grupo C  | Grupo C | Grupo C | Grupo C | Grupo C | Grupo C | Grupo C |
| Pos.    | Equipe   | Pts     | J       | V       | GP      | GC      | SG      |
| ------- | -------- | ------- | ------- | ------- | ------- | ------- | ------- |
| 1       | Marrocos | 6       | 2       | 2       | 2       | 0       | 2       |
| 2       | Senegal  | 1       | 2       | 0       | 1       | 2       | -1      |
| 2       | França   | 1       | 2       | 0       | 1       | 2       | -1      |

| Dia   | Jogo     | Jogo | Jogo     |
| ----- | -------- | ---- | -------- |
| 26/09 | Marrocos | 1-0  | Senegal  |
| 28/09 | Senegal  | 1-1  | França   |
| 30/09 | França   | 0-1  | Marrocos |

### Fase final
| Semifinal 1 | Marrocos | 1-2            | C. do Marfim |
| Semifinal 2 | Canadá   | 2-2 (2-4 pen.) | Congo        |

| Decisão do 3º lugar | Marrocos     | 3-1            | Canadá |
| Final               | C. do Marfim | 0-0 (3-5 pen.) | Congo  |